# Kecheng
Kecheng är ett av Quzhous två stadsdistrikt och säte för stadsfullmäktige, och är beläget i provinsen Zhejiang i östra Kina.
Befolkningen uppgick till 286 271 invånare vid folkräkningen år 2000, varav ungefär hälften bodde i den del som tillhör Quzhous centralort. Kecheng var år 2000 indelat i sex gatuområden (jiēdào) samt nio socknar (xiāng). 